# Universitat de Texas A&M

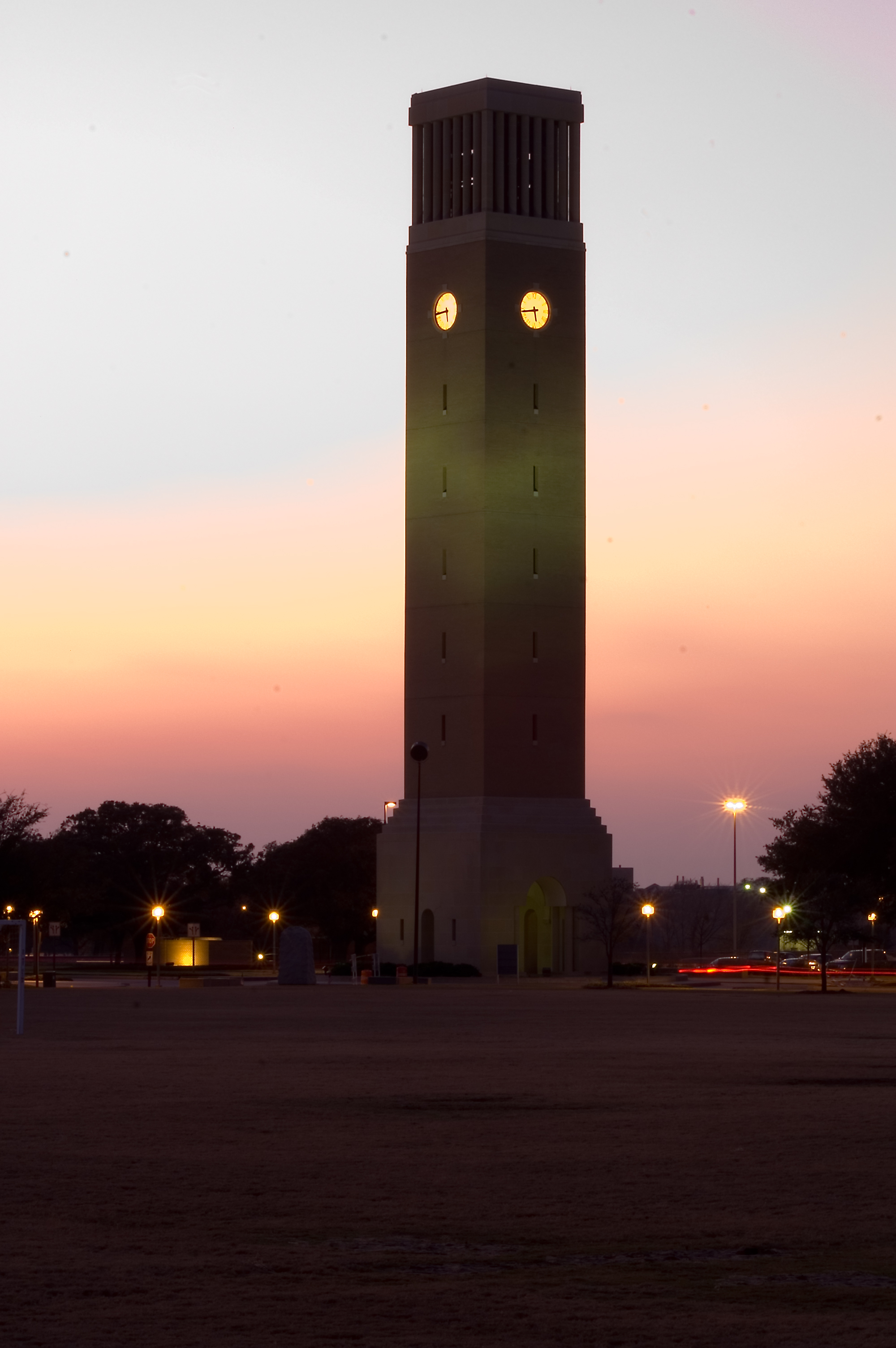
El campanar a la ciutat universitària.

La Universitat de Texas A&M (Agricultural & Mechanical)  ( Texas A&M University  en anglès) és una universitat pública ubicada a College Station, Texas, Estats Units. És la universitat més emblemàtica del Sistema Universitari Texas A&M.

## Esports
Els "Aggies" juguen molts esports, sobresortint en futbol americà.